# Martina Accola
Martina Accola (* 8. März 1969 in Davos) ist eine ehemalige Schweizer Skirennfahrerin.
Die jüngere Schwester von Paul Accola war in der zweiten Hälfte der 1990er-Jahre eine der stärksten Schweizer Slalomläuferinnen. Sie konnte zwar im Skiweltcup nie ein Rennen gewinnen, erzielte aber zwei Podestplätze: 
- Saison 1994/95 - 2. Platz in Park City (USA) hinter Vreni Schneider
- Saison 1996/97 - 3. Platz in Laax (SUI) zeitgleich mit Pernilla Wiberg hinter Claudia Riegler und Lara Magoni

Bei den Olympischen Spielen 1998 in Nagano belegte sie im Slalom den siebten Platz. Im März 1998 gab Martina Accola ihren Rücktritt vom Renngeschehen bekannt.